# Northwood (Dakota del Nord)
Northwood és una població dels Estats Units a l'estat de Dakota del Nord. Segons el cens del 2000 tenia 959 habitants.

## Demografia
Segons el cens del 2000, Northwood tenia 959 habitants, 408 habitatges, i 243 famílies. La densitat de població era de 356 hab./km².
Dels 408 habitatges en un 25% hi vivien nens de menys de 18 anys, en un 53,2% hi vivien parelles casades, en un 4,4% dones solteres, i en un 40,2% no eren unitats familiars. En el 38,2% dels habitatges hi vivien persones soles el 22,3% de les quals corresponia a persones de 65 anys o més que vivien soles. El nombre mitjà de persones vivint en cada habitatge era de 2,17 i el nombre mitjà de persones que vivien en cada família era de 2,85.
Per edats la població es repartia de la següent manera: un 20,8% tenia menys de 18 anys, un 4,4% entre 18 i 24, un 22,3% entre 25 i 44, un 24,6% de 45 a 60 i un 27,9% 65 anys o més.
L'edat mediana era de 48 anys. Per cada 100 dones de 18 o més anys hi havia 81 homes.
La renda mediana per habitatge era de 33.000 $ i la renda mediana per família de 41.667 $. Els homes tenien una renda mediana de 31.389 $ mentre que les dones 21.389 $. La renda per capita de la població era de 17.923 $. Entorn del 2,8% de les famílies i el 5,8% de la població estaven per davall del llindar de pobresa.

## Poblacions més properes
El següent diagrama mostra les poblacions més properes.